# فیروزآباد (بمپور غربی)
فیروزآباد روستایی در دهستان بمپور غربی بخش کلاتان شهرستان بمپور استان سیستان و بلوچستان ایران است.

## جمعیت
بر پایه سرشماری عمومی نفوس و مسکن در سال ۱۳۹۵ جمعیت این روستا ۲۴۵ نفر (۶۴خانوار) بوده‌است.